# Annales Ianuenses
Annales ianuenses (с лат. — «Генуэзские анналы») или Annali Genovesi — официальная история Генуэзской республики в период Высокого Средневековья. Одна из самых ранних городских хроник Средневековой Италии и самый ранний сборник анналов, составленных мирянином. Представляет собой подробный хронологический отчет об истории Генуи с 1099 по 1294 год, состоящий из 12 частей, принадлежащих перу разных авторов. 

## История создания
Первые генуэзские анналы составлялись на латыни местным государственным деятелем и дипломатом Каффаро Ди Рустико да Кашифеллоне по собственной инициативе. В 1152 году он официально предоставил первую редакцию своего труда Консулату республики, и консулы поручили городскому писарю Гульельмо ди Коломба снять с них копию и поместить её на хранение в коммунальный архив (comuni cartularium). После этого занятый по основной своей службе Каффаро периодически работал над анналами до конца жизни, пользуясь при этом услугами переписчика или секретаря по имени Макобрио. В конечном итоге, он изложил в них события с 1100 по 1163 год, приложив к своему труду подробный перечень генуэзских епископов (Notitia episcoporum Ianuensium). 
После смерти в 1164 или 1166 году Каффаро «Генуэзские анналы» продолжались за государственный счёт, и доведены были до 1173 года канцлером республики Оберто, затем до 1196-го — городским писарем Оттобоно, вслед за этим до 1219 года — торговцем и чиновником Оджерио Пане, после до 1224 года — писарем Маркизио, затем дополнялись, возможно, поэтом и нотариусом Урсоне из Сестри, потом были продолжены до 1264 года писарем Бартоломео, и, наконец, доведены были до 1294 года городским архивариусом Якопо Дориа.
Труд Якопо, охватывающий 1266—1294 годы, следует отменить особо, поскольку он посвящён истории Генуэзской республики в зените ее могущества и является важным источником по истории не только Италии, но и международных отношений в бассейне Средиземного моря. В нём содержится ценный фактический материал относительно завоевания Карлом Анжуйским Неаполя и Сицилии, крестового похода Людовика IX Святого, войн Франции с Арагоном, Сицилийской вечерне (1282) и пр. 
Начиная с 1298 года новую серию генуэзских анналов открывают уже братья Стелла.
Старейший манускрипт «Анналов», датированный концом XIII века, хранится в Национальной библиотеке Франции под шифром MS lat. 10136. Известны ещё две рукописи: одна, датированная также концом XIII столетия, хранится в Государственном архиве Генуи (MS Parigi, 2 (3)), другая, датированная серединой XV века, находится в собрании Британской библиотеки в Лондоне (MS Additional 12031).
Содержание анналов ограничивается именами консулов, изменениями в конституции (compagniae или присяжные ассоциации), изменениями в чеканке монет и победами Генуи над её врагами, особенно сарацинами и пизанцами. В обращении Каффаро к Консулату республики от 1152 года он указывал основную цель своей работы в том, чтобы «отныне и на все времена победы города Генуи были известны людям будущего».
Генуэзские анналы Каффаро были впервые опубликованы в 1725 году церковным историком Лудовико Антонио Муратори в VI томе свода «Rerum Italicarum scriptores». Комментированное научное издание их, подготовленное немецким историком Георгом Генрихом Перцем, увидело свет в 1863 году в Ганновере в XVIII томе свода «Monumenta Germaniae Historica» (серия SS). Заново отредактированная академическая публикация выпущена была в 1890 году в Генуе под редакцией историка Луиджи Томмазо Бельграно.

## Издания
Modern critical edition by the Instituto Storico Italiano:
- Annali Genovesi di Caffaro e de'suoi continuatori, dal MXCIX al MCCXCIII. — Rome : Instituto Storico Italiano, 1890.
- Annali Genovesi di Caffaro e de'suoi continuatori, dal MCLXXIV al MCCXXIV. — Rome : Instituto Storico Italiano, 1901.
- Annali Genovesi di Caffaro e de'suoi continuatori, dal MCCXXV al MCCL. — Rome : Instituto Storico Italiano, 1923.
- Annali Genovesi di Caffaro e de'suoi continuatori, dal MCCLI al MCCLXXIX. — Rome : Instituto Storico Italiano, 1926.
- Annali Genovesi di Caffaro e de'suoi continuatori, dal MCCLXXX al MCCLXXXXIII. — Rome : Instituto Storico Italiano, 1929.